# Middlesex-Sud
Pour les articles homonymes, voir Middlesex.
Middlesex-Sud fut une circonscription électorale fédérale de l'Ontario, représentée de 1882 à 1904.
La circonscription de Middlesex-Sud a été créée en 1882 avec des parties de Middlesex-Est et de Middlesex-Ouest. Abolie en 1903, elle fut redistribuée parmi Middlesex-Nord, Middlesex-Est et Middlesex-Ouest

## Géographie
En 1882, la circonscription de Middlesex-Sud comprenait:
- Les cantons de Westminster, Delaware, Caradoc et Lobo

## Députés
1. 1882-1893 — James Armstrong, PLC
2. 1893-1896 — Robert Boston, PLC
3. 1896-1904 — Malcolm McGugan, PLC

- PLC = Parti libéral du Canada